# Niels Bygom Krarup
Niels Bygom Krarup (født 29. august 1792 i Naur Sogn, Ribe Stift, nu Viborg Stift, død 10. december 1842) var en dansk skolemand.
Krarups far, Chr. Joh. Lodberg Krarup, var præst i Navr og Sir Sogne, Viborg Stift. Dimitteret 1812 fra Aarhus Skole studerede han først teologi, men kastede sig snart med iver over filologiske studier og vandt allerede 1816 universitetets guldmedalje for en afhandling om Dionysius Halicarnassensis' kilder. 1816 blev han lærer i latin i Borgerdydskolen på Christianshavn med udsigt til at blive skolens inspektør. Krarup lå den gang på Regensen og deltog på mange måder i datidens litterære undersøgelser og fejder: han var en af ”Tylvten”, som udfordrede Jens Baggesen til en disputats på latin, og stod især i et nært forhold til Poul Martin Møller. 1821-24 foretog han en videnskabelig rejse til Tyskland, Italien og Frankrig, på hvilken han erhvervede sig den filosofiske doktorgrad i Jena. efter sin hjemkomst indtrådte han i sin gamle plads som Borgerdydskolens "første Lærer", men var samtidig inspektør på Borchs Kollegium, hvor han skrev et par grammatiske og kritiske afhandlinger (De natura et usu imperativi, 1825, og Observationes in libros Ciceronis de republica, 1826-27) samt i Rasmus Nyerups Magasin for Rejseiagttagelser gav meddelelser om sin udenlandsrejse. 1828 blev han Borgerdydskolens bestyrer og bragte som sådan skolen i stor anseelse. Det var hans mål "at bringe Skolen i Flor", og den regelmæssige, afmålte, noget pedantiske og tørre mand, som i skolen holdt på den strengeste orden, fandt sig i, at nogle af hans lærere med den udmærkede matematiklærer og skoleinspektør Svenningsen i spidsen uden for skolen førte et meget ubundet og uregelmæssigt privatliv. Også hos Krarup selv var der en modsætning imellem hans forkærlighed for den gamle dannelse med latin som hovedfag og en vis tilbøjelighed til at indføre nye ideer i undervisningen. Han lod således drengene i undervisningstimerne fordele som lærere og elever, medens han selv gik omkring i klassen og lyttede til "den indbyrdes Undervisning", om hvilken han i årene 1824-27 havde ført en levende brevveksling med major Abrahamson. Efter at Krarup var blevet skolebestyrer, gik han ganske op i denne gerning og skrev kun pædagogiske programmer. Det sidste handlede om Oprettelse af Elysier eller Asyler for formuende Folks Børn (1842).
Krarup ægtede 1829 Christiane Amalie Møhl (1803-1876), datter af kammerråd Hans Christian Møhl. Ved sin død, 10. december 1842, efterlod Krarup sønnerne Nic. Chr. Møhl Krarup og Hans Acton Krarup (født 14. september 1836). Denne blev cand.phil. og oprettede i Vejle en privatskole, som efterhånden udviklede sig til en fuldstændig latin- og realskole; 1894 blev han udnævnt til professor.
Note om fejl i DBL